# 石見川 (徳島県)
石見川（いしみがわ）は、徳島県小松島市を流れる立江川水系の河川である。

## 地理
小松島市坂野町茶園ノ木の水源から西流し、大林町岩戸で流れを北に変え、赤石町を経て立江町赤石で立江川に合流する。
下流域の大林町で北馬川と中津川に分かれる。主な橋梁に国道55号の石見川橋と徳島県道28号阿南小松島線の赤石橋などが架かる。

## 支流
- 北馬川
- 中津川

## 主な橋梁
- 石見川橋 - 国道55号
- 赤石橋 - 徳島県道28号阿南小松島線

## 流域の主な施設
- 小松島市立新開小学校
- 現福寺 - 県文化財の木造薬師如来座像を所蔵。